# Salvatore Ferragamo (Unternehmen)
Die Salvatore Ferragamo S.p.A. ist ein im Jahr 1927 in Florenz gegründetes italienisches Modeunternehmen.
Die Aktiengesellschaft ist an der Mailänder Börse notiert.

## Geschichte

### Anfänge
Der Firmengründer Salvatore Ferragamo war ein italienischer Schuhdesigner aus Bonito (in der Provinz Avellino), der in den Vereinigten Staaten seit den Anfängen von Hollywood für die amerikanische Filmindustrie Schuhe herstellte. Er kehrte 1927 nach Italien zurück und gründete seine eigene Firma, die «Calzaturificio Ferragamo & C.». 

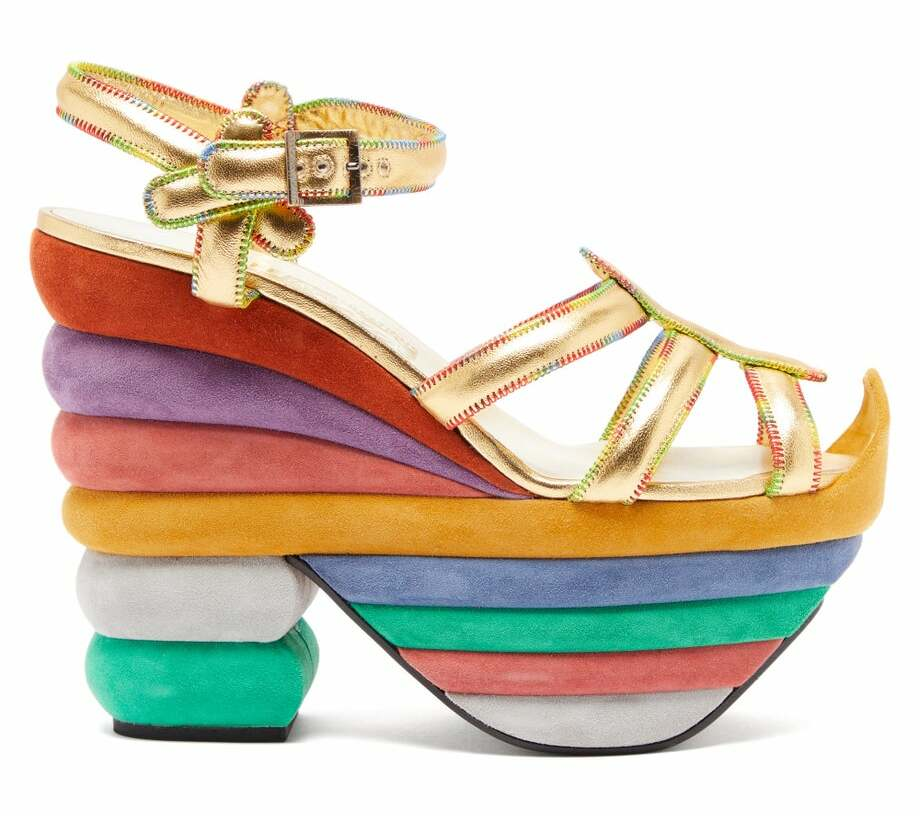
Das im Jahr 1938 für Judy Garland kreierte «Rainbow Platforms»-Schuhmodell

Die erste Fabrik befand sich in der Via Mannelli 57 in Florenz (heute Nummer 109), wo er Damenschuhe herstellte, die zunächst nur für den amerikanischen Markt bestimmt waren. Im Jahr 1933 war der Designer aufgrund einer schlechten Finanzverwaltung und der allgemeinen Weltwirtschaftskrise gezwungen, Konkurs anzumelden.

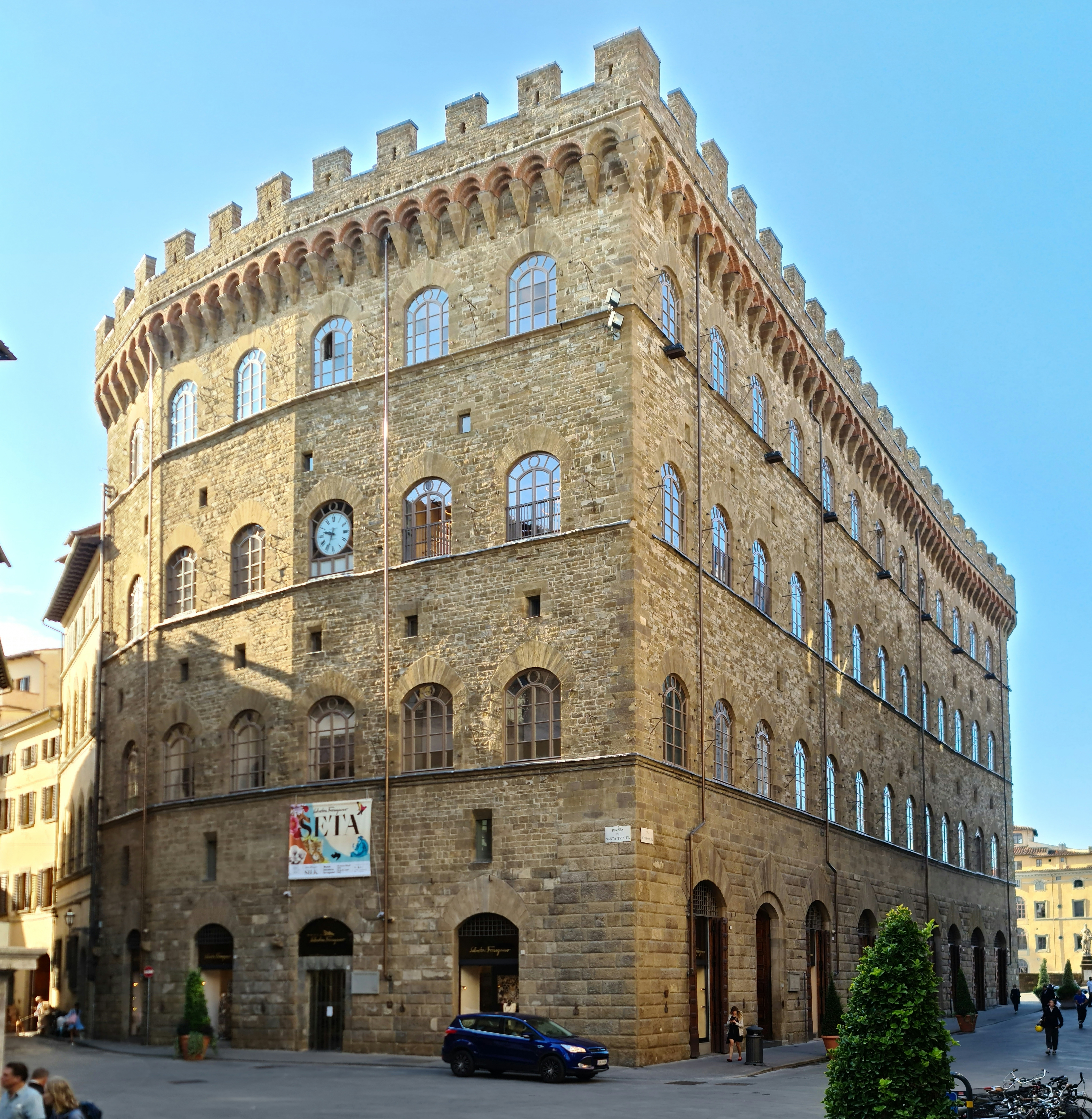
Unternehmenszentrale im Palazzo Spini Feroni in Florenz

Dank einer Reihe von Ideen und eines Patents kaufte Ferragamo 1938 den Palazzo Spini Feroni in Florenz für 3.400.000 Italienische Lire und eröffnete Geschäfte in London und in Rom. Im Jahr 1948 eröffnete er das erste «Salvatore Ferragamo»-Geschäft in der Park Avenue in New York City, dem 1975 das zweite in der Fifth Avenue folgte.

### Nach 1945

Ferruccio Ferragamo mit einem von seinem Vater angefertigten Schuhmodell aus dem Jahr 1938 für Gayatri Devi, die Maharani von Jaipur

Nach dem Zweiten Weltkrieg wuchs das Unternehmen stark, produzierte täglich etwa 350 Paar Schuhe und beschäftigte 700 Mitarbeiter. Im Jahr 1947 erhielt Salvatore Ferragamo für seine Kreationen gleichzeitig mit Christian Dior den berühmten «Neiman Marcus Fashion Award» in Dallas. 1951 erschienen sie bei einer Modenschau in Florenz zum ersten Mal auf den Laufstegen. Bei dieser Gelegenheit wurde auch das Ferragamo-Logo  bekannt gemacht, die «Gancini», die Schuhe, Taschen und Kleidungsstücke zieren.
Nach Salvatore Ferragamos Tod im Jahr 1960 wurde die Unternehmensführung neu organisiert: Ferragamos Frau Wanda Ferragamo Miletti (1929–2018) übernahm die Leitung der Firma, der kreative Bereich wurde seiner Tochter Fiamma Ferragamo anvertraut, die seit 1969 mit dem Marchese Giuseppe di San Giuliano verheiratet war. Verschiedene weitere Führungspositionen wurden im Laufe der Zeit von den anderen fünf Kindern der zweiten Generation übernommen: Giovanna, Ferruccio, Fulvia, Leonardo und Massimo Ferragamo.
Im selben Jahr wurde die Unterschrift des Firmengründers als Logo eingeführt, 1982 wurde das Logo in einer stilisierten Form neu gestaltet. 1955 begann die Produktion von Schals, 1965 wurde die Produktion auf Taschen und Kleidung ausgeweitet. Eine weitere Expansion erfolgte 1970, als Fulvia Visconti Ferragamo (1950–2018) eine Herrenlinie vorschlug. Die Produktion von Seidenaccessoires wie Schals und Krawatten wurde zu einer der Stärken des Unternehmens.
Im Jahr 2011 wurde das Unternehmen an der Mailänder Börse notiert und brachte 48 % der Aktien auf den Markt, der Rest blieb über die Holdinggesellschaft Palazzo Feroni Finanziaria S.p.A. im Besitz der Familie Ferragamo.
Der Hauptsitz des Unternehmens befindet sich (Stand: 2025) im Palazzo Spini Feroni in der Via de’ Tornabuoni in Florenz.

## Film
Salvatore Ferragamo hat 1972 seine Autobiografie unter dem Titel Shoemaker of Dreams. The Autobiography of Salvatore Ferragamo in New York bei Crown Publ. veröffentlicht. 2019 drehte Luca Guadagnino auf der Grundlage dieses Buchs den Dokumentarfilm Salvatore Ferragamo: The Shoemaker of Dreams, der im Jahr 2021 bei der Verleihung der Nastri d’Argento mit dem Nastro d’Argento 2021 ausgezeichnet wurde.